# Jasmine (film)
Pour plus de détails, voir Fiche technique et Distribution.
Jasmine est un film français réalisé par Alain Ughetto, sorti en 2013.

## Synopsis
À Téhéran, des êtres de pâtes et de sang luttent pour vivre. À Paris, Jasmine, une Iranienne, rencontre Alain.

## Fiche technique
- Titre : Jasmine
- Réalisation : Alain Ughetto
- Scénario : Jacques Reboud et Alain Ughetto
- Musique : Isabelle Courroye
- Photographie : Alain Ughetto
- Montage : Catherine Catella[1]
- Production : Alexandre Cornu
- Société de production : Les Films du Tambour de Soie, Mouvement et Les Films d'ici
- Société de distribution : Shellac Distribution (France)
- Pays :  France
- Genre : animation
- Durée : 70 minutes
- Dates de sortie : 
  -  France : 30 octobre 2013

## Doublage
- Jean-Pierre Darroussin
- Fanzaneh Ramzi

## Accueil
Sandrine Marques pour Le Monde évoque une « véritable épopée historique et amoureuse ». Olivier Bertrand pour Libération parle quant à lui de « beau matériau pour évoquer le sentiment amoureux ».